# Кристисон, Роберт
Роберт Кристисон (18 июля 1797, Эдинбург — 27 января 1882, там же) — шотландский токсиколог и врач, впервые описавший почечную анемию;
президент Королевского колледжа врачей Эдинбурга (1838—1840 и 1846—1848), президент Британской медицинской ассоциации (1875).

## Биография
Родился в семье профессора Александра Кристисона (1753—1820) в один день с братом-близнецом Александром (1797—1874). Учился в Королевской средней школе, а затем изучал медицину в Эдинбургском университете, который окончил в 1819 году. В это время его семья жила на Аргайл-сквер, 4.
Некоторое время жил в Лондоне, обучаясь у Джона Абернети и сэра Уильяма Лоуренса, а также в Париже, где изучал аналитическую химию у Пьера Робике и токсикологию у Матье Орфила. В 1822 году вернулся в Эдинбург и стал профессором медицинской юриспруденции[уточнить]. Изучал токсикологию, выпустил труд по ядам в 1829 году. В ходе исследований совершал опасные эксперименты на себе, в том числе принимал большие дозы калабарского боба (физостигмина). В 1827 году назначен рядовым врачом в Королевскую больницу Эдинбурга и занимал эту должность до 1832 года. В 1829 году стал санитарным врачом Шотландии[уточнить]. С этого времени и до 1866 года его вызывали в суд в качестве свидетеля[уточнить] по многим известным уголовным делам, включая убийства Берка и Хэра.
В 1832 году перешёл на кафедру медицины и терапии, которую возглавлял до 1877 года; в то же время стал профессором клинической медицины и продолжал работать в этом качестве до 1855 года. В то время жил на Грейт-Стюарт-стрит, 3 в поместье Морэй — большом таунхаусе в западной части Эдинбурга.
Будучи известностным токсикологом и медицинским юристом[уточнить] имел обширную частную практику. Также стал врачом королевы Виктории в 1848 году и получил баронетство в 1871 году. Основные сочинения — «Трактат о гранулярной дегенерации почек» (1839) и комментарий к «Фармакопеям Великобритании» (1842).
Был решительным противником участия женщин в медработе. Предлагал разработать систему смертельной инъекции для казней вместо повешения (спустя 40 лет система получила применение в США, в Великобритании метод по разным причинам не вызывал интереса).
Занимал пост вице-президента Королевского общества Эдинбурга в 1845—1868 годах и был его президентом с 1868 по 1873 год.
До глубокой старости сохранял хорошую физическую форму и активность. Похоронен на кладбища Нью-Калтон.

## Оппозиция женщинам-врачам
Был категорически против того, чтобы женщины изучали медицину и получали квалификацию врачей. Возглавлял кампанию против Софии Джекс-Блейк и Эдинбургской семерки.
Разделял мнение многих своих современников о том, что природа предназначила женщинам быть матерями и домоработницами, и им не хватало интеллектуальных способностей и выносливости мужчин. Следовательно, если бы женщины в большом количестве поступали в какую-либо научную профессию, они бы понизили её стандарты.
Его мнение, как влиятенльного специалиста, в значительной степени повлияло на решение, принятое университетом, которое не позволило женщинам закончить обучение.

## Семья
В 1827 году женился на Генриетте Софии Браун (1799—1843, по другим источникам она умерла в 1849).
Дети — Александр Кристисон (унаследовавший титул баронета) и Дэвид Кристисон, доктор медицины LLD[уточнить] (1830—1912).